# Bernard Lapasset
Pour les articles homonymes, voir Lapasset.
Bernard Lapasset, né le 20 octobre 1947 à Tarbes (Hautes-Pyrénées) et mort le 3 mai 2023 à Louit (Hautes-Pyrénées), est un dirigeant sportif français. Il occupe la présidence de la Fédération française de rugby de 1991 à 2008.
Il est ensuite président de l'International Rugby Board du 1er juillet 2008 au 1er juillet 2016. Sous son impulsion, le rugby réintègre à partir de 2016 le programme des Jeux olympiques sous sa forme à sept.
Il est également vice-président du Comité national olympique et sportif français de 1992 à 2009. Il est enfin co-président du comité de candidature Paris 2024, candidat à l’organisation des Jeux olympiques et paralympiques d'été en 2024. Après l'obtention des jeux par la ville de Paris, il devient président d'honneur du Comité d'organisation des Jeux olympiques et paralympiques d'été de 2024.

## Biographie

### Jeunesse
Fils du résistant Albert Lapasset, il participe aux manifestations de mai 68 alors qu'il est étudiant à Bordeaux. Licencié en droit, il devient directeur des services douaniers au sein de la direction générale des douanes et droits indirects. Il est marié et a trois enfants.
En tant que joueur de rugby à XV, il évolue à Bègles au poste de deuxième ligne avant de rejoindre le SU Agenais, présidé par Albert Ferrasse. Il est champion de France juniors Reichel en 1967, puis champion de France corporatif avec l'US Douanes de Paris.
Bernard Lapasset termine ses études à Paris. En 1972, il est appelé par Albert Ferrasse, devenu président de la Fédération française de rugby, pour l'épauler à la tête de la fédération. Il devient alors son prête-plume.

### Dirigeant de rugby à XV
En tant que dirigeant, Bernard Lapasset est d'abord président du comité régional de rugby en Île-de-France de 1988 à 1991 et secrétaire général adjoint de la FFR, puis secrétaire général en 1991. En décembre 1991, Albert Ferrasse quitte la présidence de la fédération et le comité directeur doit alors élire le nouveau président. Jean Fabre, successeur naturel de Ferrasse propose un vote à main levée. Le comité directeur lui refuse. Aucun autre candidat ne se présente. Après un vote secret, le nom de Bernard Lapasset sort vainqueur.
Il veut alors rajeunir la fédération sans apparaître comme un anti-Ferrasse, un monument qui a régné sur la FFR pendant un quart de siècle. Il reste un président assez conservateur, méfiant tant par rapport à l’évolution du jeu que du statut du joueur.
Une polémique éclate en 1993 lorsque Bernard Lapasset, ancien adversaire de Fouroux pour le poste de président de la FFR, fustige ainsi l'arbitrage de M.Thomas sur le passage à vide des avants Grenoblois.
Le camp grenoblois se plaint lui d'un essai de pénalité refusé pour une mêlée écroulée sur sa ligne de but par les Agenais‌ et s’étonne que, pour pouvoir assister aux deux demi-finales, le président Lapasset ait utilisé le jet privé du Castres olympique leur futur adversaire en finale. Jacques Fouroux, en conflit avec la Fédération, se méfie alors de l’arbitrage avant cette finale et crie au complot à l'issue de la rencontre car la finale, dirigée par un arbitre agenais, tourne au scandale avec une polémique sur l'arbitrage,. En effet un essai d'Olivier Brouzet est refusé aux Grenoblois et l'essai décisif de Gary Whetton est accordé par Daniel Salles alors que le grenoblois Franck Hueber a aplati au préalable le ballon dans son en-but, privant ainsi les Grenoblois du titre,.
Ensuite, Lapasset est un opposant à la CNRE (commission nationale du rugby élite), ancêtre de la Ligue nationale de rugby, qui prônait l’indépendance des grands clubs face à la FFR. Il ouvre toutefois la porte du professionnalisme au rugby dès 1995.
Il est également vice-président du Comité national olympique et sportif français de 1992 à 2009 et président de l'International Rugby Board (IRB) de 1995 à 1996 dont il dirige la commission des tournées.
En 2003, il contribue à obtenir pour la France, l'organisation de la Coupe du monde de rugby à XV 2007 dont il deviendra en 2004 président du groupement d'intérêt public Coupe du monde 2007.
Durant son mandat à la tête de la Fédération française de rugby, il désigne, après consultations, les sélectionneurs du XV de France :
- 1991 : Pierre Berbizier,
- 1995 : Jean-Claude Skrela,
- 1999 : Bernard Laporte, reconduit en 2003,
- 2007 : Marc Lièvremont assisté d’Émile Ntamack et Didier Retière.

Le 19 octobre 2007, il est élu président de l'IRB et prend la succession de Syd Millar. Le 12 juillet 2008, Pierre Camou, alors vice-président, lui succède à la tête de la FFR alors qu'il héritait déjà d'une délégation de pouvoir, hors prérogatives financières, depuis le 7 mai.
Bernard Lapasset est président de l'International rugby board (IRB) du 1er juillet 2008 au 1er juillet 2016. Sa première priorité est dès lors de « faire rentrer le rugby dans le monde de l'olympisme ». Sous son impulsion, le CIO décide, le 9 octobre 2009, d'inscrire le rugby à sept masculin et féminin au programme des Jeux olympiques de Rio, en même temps que le golf. Le rugby, alors à XV avait disparu du programme après les Jeux olympiques de Paris 1924.
Il est réélu à la présidence le lundi 12 décembre 2011 à Los Angeles (États-Unis) au cours d'une réunion du conseil mondial, devançant Bill Beaumont de 2 voix (14 contre 12). Durant son second mandat, le rugby accélère sa mondialisation. L'IRB devient le World Rugby en 2014 par souci de reconnaissance médiatique et d’universalité. La Coupe du monde de rugby à XV 2015, organisée en Angleterre, attire ainsi 406 000 visiteurs venus de 151 pays. Elle est suivie par environ 4 milliards de téléspectateurs sur la planète. Selon Brett Gosper, le directeur exécutif de World Rugby, la discipline a doublé le nombre de ses pratiquants dans le monde de 2009 à 2016.
Il quitte la présidence à la fin de son deuxième mandat le 1er juillet 2016 et est remplacé par son vice-président Bill Beaumont. Le 3 novembre 2019, World Rugby lui remet le Trophée Vernon Pugh pour services rendus.
Il est également conseiller municipal du village de Louit dans les Hautes-Pyrénées,,. Il est le premier adjoint d'André Trinc, maire depuis 1977,,.

### Candidature de Paris 2024
Le 5 décembre 2012, Bernard Lapasset est nommé par la ministre des Sports, Valérie Fourneyron, à la tête d'une mission destinée à améliorer l'influence de la France au sein du CIO. Il est responsable d'une nouvelle cellule chargée de définir les orientations de la stratégie internationale de promotion du sport français, placée sous l’égide du Comité national olympique et sportif français. La ministre lui confie la responsabilité de conduire la stratégie internationale sportive de la France. La mission de cette cellule est de promouvoir les candidatures françaises à l'organisation des JO.
Dans le cadre de sa mission de président du Comité français du sport international, il coordonne une étude d’opportunité sur une candidature de Paris aux Jeux olympiques et paralympiques d’été de 2024. Remise le 12 février 2015 au mouvement sportif, à l’État et aux collectivités, cette synthèse permet la création d’une association consacrée à la candidature Paris 2024 en avril 2015. Bernard Lapasset en prend la co-présidence avec Tony Estanguet.
Le 23 juin 2015, au siège du CNOSF,  la France déclare officiellement sa candidature. Le 9 février 2016, le comité de candidature "Paris 2024" dévoile son logo sur l’Arc de Triomphe. Le 17 février 2016, le comité de candidature présente sa vision des Jeux ainsi que le concept et les sites retenus dans la nouvelle enceinte de la Philharmonie,.
Le 13 septembre 2017, Paris est officiellement désignée ville hôte des Jeux olympiques d'été de 2024 lors de la 131e session du CIO à Lima, au Pérou. Bernard Lapasset devient président d'honneur du comité d'organisation des Jeux olympiques et paralympiques d'été de 2024.

### Mort
Il meurt à l'âge de 75 ans le 3 mai 2023 des suites de la maladie d'Alzheimer à Louit, dans les Hautes-Pyrénées, ville où il est inhumé le 9 mai.

## Décorations
- Chevalier de la Légion d'honneur (décret du 31 décembre 1993)[37]
- Officier de la Légion d'honneur (décret du 31 décembre 2006)[38]
- Commandeur de la Légion d'honneur (décret du 31 décembre 2015)[39]
- Membre de l'ordre du Mérite de Nouvelle-Zélande (juillet 2006)
- Grand cordon de l'ordre du Soleil levant (2022)[40]

## Distinction
- Prix Vernon Pugh pour service distingué remis par World Rugby (2019)

## Publication
- Serge Laget et John Victor (préf. Denis Lalanne, Bernard Lapasset et Lucien Mias), La Famille Rugby, Sayat, éditions De Borée, 2015, 192 p. (ISBN 978-2-8129-1507-9).